# 严志达
严志达（1917年11月1日—1999年4月30日），男，江苏南通人，中国数学家。

## 生平
1917年生于江苏南通。1941年毕业于国立西南联合大学数学系。1949年在斯特拉斯堡大学获法国国家科学博士学位。1993年当选为中国科学院院士。曾任南开大学教授。主要从事微分几何、李群拓扑的理论研究。与陈省身合作，发表了关于积分几何运动的“陈－严公式”。